# وووکوشه
وووکوشه (به لاتین: Wołkusze) یک روستا در لهستان است که در گمینا کوژنگتسا واقع شده‌است.